# Exportkontrolle
Die Exportkontrolle ist ein international gehandhabtes Rechtsinstrument, das sich auf den sicherheitspolitisch relevanten grenzüberschreitenden Austausch von Waren und Dienstleistungen konzentriert.

## Zweck
Exportkontrolle dient unter anderem der Verhinderung der Proliferation von Massenvernichtungswaffen. Durch die Exportkontrolle können dem Außenwirtschaftsverkehr eines Landes oder eines Wirtschaftsraumes rechtliche Beschränkungen auferlegt werden, um unter anderem
- die Berücksichtigung wesentlicher Sicherheitsinteressen des jeweiligen Landes/Wirtschaftsraumes zu gewährleisten oder
- eine Störung des friedlichen Zusammenlebens der Völker zu verhüten.

Die moderne Exportkontrolle hat zwei grundsätzliche Zielrichtungen:
- die Verhinderung der Verbreitung von Massenvernichtungswaffen (Nonproliferation) und
- die Verhinderung der unkontrollierten Verbreitung konventioneller Rüstungsgüter.

Darüber hinaus wird die Exportkontrolle auch zur Terrorismusprävention (wirtschaftliche Isolierung) eingesetzt.

## Geschichte
Exportkontrollen als Handelsbeschränkungen haben geschichtliche Vorläufer im Zollwesen. Mit der zunehmenden Internationalisierung des Handels im 19. und 20. Jahrhundert wurden international abgestimmte Sanktionen bekannt, die zum Teil ihren Ursprung im politischen Umfeld von Siegermächten hatten.
Nach dem Zweiten Weltkrieg wurde der Koordinationsausschuss für Ost-West-Handel eingerichtet, der als CoCom bekannt wurde und von den 1950er bis in die 1990er Jahre zur Abstimmung und Durchsetzung von Sanktionen der westlichen Welt genutzt wurde, wobei die Sanktionen hauptsächlich gegen den sogenannten Ostblock gerichtet waren. Die betroffenen Staaten arrangierten sich mit den Beschränkungen und beschafften sich teils in größerem Umfang Zugang zu gewünschten Wirtschaftsgütern. Beispielsweise sorgte in der DDR das Ministerium für Staatssicherheit mit dem Bereich Kommerzielle Koordinierung für die Minderung der Sanktionswirkungen und beschaffte Güter die zeitweise umfangreichen Beschränkungen unterlagen.
In den 1990er Jahren folgte das Wassenaar-Abkommen, welches hauptsächlich auf Rüstungsgüter bezogen wurde und international von zahlreichen Unterzeichnerstaaten ratifiziert wurde. Im 21. Jahrhundert wurden diese Beschränkungen unter dem Schlagwort Dual-Use weiter geführt und mit unterschiedlichsten nationalen Regelwerken verknüpft. Die Verbindlichkeit innerhalb der Europäischen Gemeinschaft wurde zuerst mit der Verordnung (EG) Nr. 428/2009 (Dual Use) im Rechtssystem verankert und in Nachfolgeverordnungen weiter geschrieben.
Mit dem russischen Überfall auf die Ukraine im Jahr 2022 wurden besondere Sanktionen gegen Russland bekannt.

## Internationale Vorgaben
Internationale Vorgaben für die nationalen Exportkontrollen ergeben sich aus multilateralen Vereinbarungen, die der Arbeit entsprechender Gremien und Arbeitsgruppen entstammen. Mit dem Ziel, gleichgerichteter und damit effizienterer Exportkontrollpolitiken wurden vier sogenannte Exportkontrollregimes eingerichtet:
| Regime                                   | Gründungsjahr | Aufgabe, Ziel | Bemerkungen                                                                   |
| ---------------------------------------- | ------------- | --- | ----------------------------------------------------------------------------- |
| Nuclear Suppliers Group (NSG)            | 1975          | Verhinderung der Weiterverbreitung von nuklearen Materialien, Ausrüstung und Technologie                                      | 48 Mitgliedstaaten; Gründung infolge der Zündung der indischen Atombombe 1974 |
| Australische Gruppe (AG)                 | 1985          | Kontrolle von Vorprodukten, Agenzien und Anlagen, die für die Produktion von chemischen und biologischen Waffen relevant sind | 41 Mitgliedstaaten                                                            |
| Missile Technology Control Regime (MTCR) | 1987          | Verhinderung der Weiterverbreitung von Gütern zur Herstellung von Trägersystemen von Massenvernichtungswaffen                 | 35 Mitgliedstaaten                                                            |
| Wassenaar Arrangement (WA)               | 1996          | Exportkontrolle von konventionellen Rüstungsgütern und Dual-Use-Gütern                                                        | 42 Mitgliedstaaten                                                            |

Die Ergebnisse der Arbeiten dieser Exportkontrollregimes stellen politisch verbindliche Verpflichtungen der Teilnehmerstaaten dar. Die zu kontrollierenden Güter und Technologien werden in sog. Güterlisten verzeichnet.

## Nationale Vorgaben
Da die Exportkontrolle die in Deutschland als gesetzlicher Grundsatz in § 1 Abs. 1 Außenwirtschaftsgesetz verankerte Freiheit des Außenwirtschaftsverkehrs in bestimmten Bereichen einschränkt, bedarf sie einer gesetzlichen Grundlage.

### Europa
Wichtige europäische gesetzliche Regelungen zur Exportkontrolle sind die Embargo-Verordnungen, die Dual Use-Verordnung und die sog. EU-Antiterrorismus-Verordnungen.

#### Deutschland
In Deutschland regeln das Außenwirtschaftsgesetz (AWG) in Verbindung mit der Außenwirtschaftsverordnung (AWV) sowie das Gesetz über die Kontrolle von Kriegswaffen (KrWaffKontrG) im Wesentlichen die rechtlichen Aspekte der Exportkontrolle. Dabei wird die deutsche Gesetzgebung teilweise durch die europäischen Verordnungen ergänzt bzw. überlagert. Die zuständige Behörde für die Exportkontrolle in Deutschland ist das Bundesamt für Wirtschaft und Ausfuhrkontrolle (BAFA) in Eschborn.

#### Österreich
Die wesentliche Rechtsgrundlage der österreichischen Exportkontrolle bilden das Außenwirtschaftsgesetz 2011 (AußWG 2011), die Erste Außenwirtschaftsverordnung 2011 (1. AußWV 2011) sowie die Zweite Außenwirtschaftsverordnung 2019 (2. AußWV 2019). Allerdings besteht in der österreichischen Gesetzgebung für Rüstungsgüter, die Kriegsmaterial sind, eine vom Außenwirtschaftsgesetz getrennte Rechtsnorm, das Kriegsmaterialgesetz. Die Bewilligungserteilung für Exporte fällt für Anträge nach dem AußWG 2011 in die Kompetenz des Bundesministeriums für Arbeit und Wirtschaft (BMAW). Bei Anträgen nach dem Kriegsmaterialgesetz erfolgt die Bewilligungserteilung durch das Bundesministerium für Inneres (BMI) im Einvernehmen mit dem Bundesministerium für europäische und internationale Angelegenheiten und nach Anhörung des Bundesministeriums für Landesverteidigung (BMLV).

#### Schweiz
Das Güterkontrollgesetz (GKG) regelt in der Schweiz den Export der Dual-Use Güter sowie der Rüstungsgüter, die nicht bereits durch das Kriegsmaterialgesetz (KMG) kontrolliert werden. Mit dem GKG werden Entscheide internationaler Abkommen (zum Beispiel der Chemiewaffenkonvention) und nicht verbindlicher internationaler Kontrollmassnahmen (der internationalen Exportkontrollregimes (siehe obige Tabelle)) umgesetzt. Zuständig für die schweizerische Exportkontrolle ist das Staatssekretariat für Wirtschaft SECO.

#### Großbritannien
In Großbritannien bildet der am 1. Mai 2004 in Kraft getretene Export Control Act 2002 die rechtliche Grundlage der Exportkontrolle. Die zuständige Behörde ist das Department for Business, Innovation and Skills (BIS)  ⇒ Export Control Organisation (ECO).

### Amerika

#### USA
In den Vereinigten Staaten von Amerika regeln unter anderem die Export Administration Regulations (EAR) und die International Traffic in Arms Regulations (ITAR) die Exportkontrolle. Für die einzelnen Regelungen sind unterschiedliche Behörden zuständig:
- EAR:  Bureau of Industry and Security (BIS)
- ITAR: Directorate of Defense Trade Controls (DDTC), eine Abteilung des US-Department of State

Die EAR regeln den Export und Reexport von US-Gütern (also Güter und Tätigkeiten, die in den USA ihren Ursprung haben). US-Güter unterliegen den EAR unabhängig von dessen Standort. Durch die EAR wird der (Re-)Export, sowohl der sog Dual-Use Güter, als auch rein kommerzieller Wirtschaftsgüter, ohne militärische Bedeutung geregelt. Welche Güter Dual-Use Güter sind, lässt sich in den 10 Kategorien der „Commerce Control List“ (CCL) recherchieren. Für den Export von US-Gütern, die in der CCL aufgeführt sind, oder für Waren, die aus US-Gütern (gelistet in der CCL) mit einem Anteil von nicht weniger als 25 % gefertigt wurden (für „Staaten die im Verdacht der Unterstützung von terroristischen Aktivitäten“ stehen 10 %), muss eine US-Exportgenehmigung bei der BIS beantragt werden. Der Anteil wird aus dem Preis (Ab-Werk-Preis, exklusive Steuern) errechnet, nicht aus der Zusammensetzung, bzw. dem Endprodukt. Gleiches gilt für Güter, die mit US-Technologie und Software hergestellt wurden. Güter, die in der CCL aufgeführt sind, werden dort durch eine alphanumerische Nummer gekennzeichnet (Export Control Classification Number (ECCN)). Diese Güter kann man als „durch das US-(Re-)Exportrecht kontrollierte Güter“ bezeichnen. Güter, die nicht gelistet sind, werden pauschal mit der ECCN EAR99 klassifiziert. Eine Übersicht zum US-amerikanischen Importkontrollrecht findet sich hier.